# Achaearanea digitus
Achaearanea digitus är en spindelart som beskrevs av Buckup och Marques 2006. Achaearanea digitus ingår i släktet Achaearanea och familjen klotspindlar. Inga underarter finns listade i Catalogue of Life.